# الدوري الأيرلندي 1904–05
الدوري الأيرلندي 1904–05 (بالإنجليزية: 1904–05 Irish League)‏ هو الموسم 15 من الدوري الأيرلندي. أشرف على تنظيمه الاتحاد الأيرلندي لكرة القدم، وفاز فيه غلينتوران.